# Mende (Magyarország)
Mende község Pest vármegyében, a Nagykátai járásban.

## Fekvése
A Gödöllői-dombság és a Monor–Irsai-dombság határán helyezkedik el, az Alsó-Tápió völgyében, amit a helyiek Barina-pataknak is neveznek. Hét dombra épült, amelyek a címerében is szerepelnek. Belterülete két, egykor önálló településrészből áll, a történelmi Mendéből és az attól északkeletre elterülő Pusztaszentistvánból, de ezek mára nagyrészt összeolvadtak, szinte csak a vasút választja el őket.
Budapest határszélétől alig 12, a központjától 35 kilométerre keletre fekszik. A közvetlenül határos települések: északkelet felől Sülysáp, kelet felől Úri, délkelet felől Felsőfarkasd (Gomba része), dél felől Péteri, délnyugat-nyugat felől Gyömrő és Maglód, északnyugat felől pedig Pécel.

### Megközelítése
Legfontosabb közúti megközelítési útvonala a 31-es főút, mely végighalad a lakott területén nyugat-keleti irányban; Gyömrővel a 3124-es út köti össze.
A hazai vasútvonalak közül a Budapest–Újszász–Szolnok-vasútvonal érinti, melynek két megállási pontja van itt: Budapest felől előbb Mende vasútállomás, a belterület nyugati szélén, majd Pusztaszentistván megállóhely, a névadó településrész déli peremén.

## Története
Két vár romjai is megtalálhatók azokon a dombokon, melyek körülölelik Mende községet. Az első várat az időszámítás előtti 13. században a vatyai kultúrához tartozó bronzkori nép építette. A helybeliek „Leányvárnak” nevezik. A másik várat már az Árpád-korban, a 13. században emelték. Ez a mendeiek elnevezése szerint a „Lányvár”.

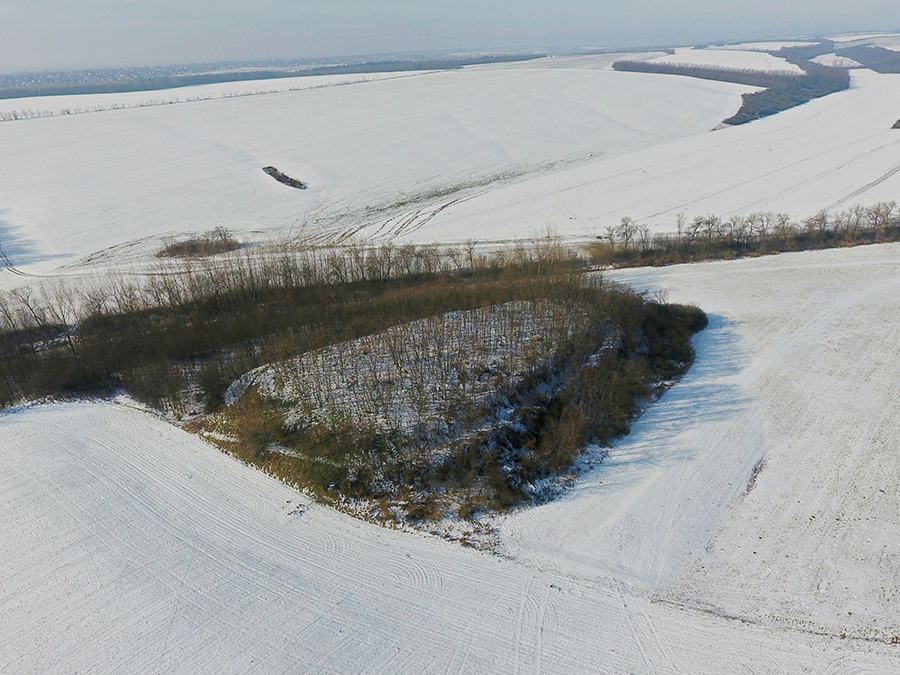
Leányvár – bronzkori földvár légi fotón

A címer hármas osztása arra a három középkori falura utal, melynek romjain a mai Mende létre jött. Oszlárt 1252-ben, Billét 1351-ben Mendét pedig 1411-ben említi oklevél. A török hódoltság idején e három település mindegyike elpusztult. Az újjátelepítést a Bosnyák család, a Károlyi család és a Koháry család kezdte el 1724-ben. Többségében a felvidékről érkeznek az első telepesek, magukkal hozván az evangélikus hitet. Mende címerében őket jelképezi a Luther-rózsa.
1724-től fokozatosan növekszik a lélekszám, és egyre több katolikus család telepedik meg. A Loyolai Szent Ignác tiszteletére szentelt római katolikus templomot Keglevich István építtette a többször javított középkori eredetű templom helyére. Építése a 18. század végén kezdődött, és 1832-re fejezték be. A község címerében a talpas kereszt szimbolizálja ezt.
Az itt élők főleg gabonatermesztéssel és szőlőműveléssel foglalkoztak, melyre az 1700-as évek végén keletkezett községi pecsét ábrázolása is utal. Ezért jelenik meg a címerben a búza és a szőlő.
A település gazdag múltját bizonyítja a Vár-hegyen a vatyai kultúrához tartozó közép- és késő bronzkori urnatemetőt tártak fel 1966-ban. Az épségben talált urna a Nemzeti Múzeumban látható. Néhány éve még jól felismerhetőek voltak a bronzkori erődítmény sáncai. A hegy fiatalabb régészeti lelete egy Árpád-kori földvár maradványa. Mellette egykori település nyomait is megtalálták. Három kilométerrel távolabb egy másik hajdani falu nyomaira is rábukkantak. Ennek közelében III. Béla király uralkodása idején (1172–1196) épült ciszterci apátság romjait rejti a föld.
2007-ben a Monori kistérségből a Nagykátai kistérségbe került át.

## Közlekedése
- Vasúti közlekedés

Mende a 120a vasútvonalon fekszik.
A településen található állomás és megállóhely
- Mende
- Pusztaszentistván

- Autóbusz

Az autóbuszos Regionális, és távolsági közlekedésről a Volánbusz gondoskodik.

Elővárosi járatok:
 485 Budapest – Tápiószentmárton
 486 Budapest – Szentlőrinckáta
Regionális járatok:
 1070 Budapest – Jászberény – Jászszentandrás
 1075 Budapest – Heves – Tiszafüred
- Közút

Mende közúton Maglód és Sülysáp felől a 31-es autóúton, Ócsa felől pedig a 4603- as mellékúton közelíthető meg.
- Helyi járat

A helyi tömegközlekedésről a mendei önkormányzat magánvállalkozó útján gondoskodik. A településen egy helyi járati vonal üzemel.
  1 Dózsa györgy út – Pusztaszentistván

### Vasúti tömegszerencsétlenség a településen
A ma már Mendéhez tartozó Pusztaszentistván vasúti megállóhelynél 1968. december 22-én délután 17:00 órakor 43 fő életét követelő  halálos vasúti tömegbaleset történt.

## Közélete

### Polgármesterei
- 1990–1994: Trefák Istvánné (független)[3]
- 1994–1998: Trefák Istvánné (független)[4]
- 1998–2002: Trefák Istvánné (független)[5]
- 2002–2006: Trefák Istvánné (független)[6]
- 2006–2010: Trefák Istvánné (független)[7]
- 2010–2014: Kaszanyi József (független)[8]
- 2014–2019: Kaszanyi József (független)[9]
- 2019–2024: Kaszanyi József (független)[10]
- 2024– : Kaszanyi József (független)[1]

## Népesség
A település népességének változása:
| Lakosok száma | 4133 | 4092 | 4149 | 4188 | 4110 | 4127 | 4185 |
|               | 2013 | 2014 | 2018 | 2021 | 2022 | 2023 | 2024 |

A 2011-es népszámlálás során a lakosok 85,3%-a magyarnak, 2,7% cigánynak, 0,4% németnek, 0,2% románnak, 0,2% szlováknak mondta magát (14,7% nem nyilatkozott; a kettős identitások miatt a végösszeg nagyobb lehet 100%-nál). A vallási megoszlás a következő volt: római katolikus 44,4%, református 6,1%, evangélikus 6,2%, görögkatolikus 0,9%, felekezeten kívüli 12,6% (28% nem nyilatkozott).
2022-ben a lakosság 91,6%-a vallotta magát magyarnak, 0,9% cigánynak, 0,7% németnek, 0,3% ukránnak, 0,3% románnak, 0,1% szlováknak, 2,7% egyéb, nem hazai nemzetiségűnek (8,3% nem nyilatkozott; a kettős identitások miatt a végösszeg nagyobb lehet 100%-nál). Vallásuk szerint 30,3% volt római katolikus, 6,9% református, 4% evangélikus, 1% görög katolikus, 1% egyéb keresztény, 1,2% egyéb katolikus, 15,2% felekezeten kívüli (40,1% nem válaszolt).

## Nevezetességei
- Római katolikus templom
- Evangélikus templom
- Szent István-emlékmű
- Kőtojás
- Leányvár